# Paralampona renmark
Paralampona renmark là một loài nhện trong họ Lamponidae. Loài này được phát hiện ở Nam Úc và New South Wales.